# AeroLyon
Aerolyon — упразднённая французская авиакомпания, работавшая с 1996 по 2002 год на рынке дальнемагистральных чартерных перевозок между Францией и странами Карибского бассейна.
Портом приписки перевозчика являлся аэропорт Лиона.

## История и общие сведения
Авиакомпания была основана в 1996 году французской туристической компанией Nouvelles Frontieres, которой также принадлежал другой перевозчик Corsairfly.
Aerolyon работала в сфере дальнемагистральных рейсов из французских городов Лион, Париж, Брест, Нант и Бордо на Карибы.
В 1996 году авиакомпания взяла в лизинг McDonnell Douglas DC-10-30 у другого перевозчика Challengair. Два самолёта того же типа были арендованы в 1999 и в начале 2002 года.
В 2000 году была выкуплена немецкой туристической корпорацией TUI AG в составе поглощённой компании Nouvelles Frontieres.
В 2002 году Aerolyon была ликвидирована.

## Флот
В 2002 году воздушный флот авиакомпании AeroLyon составляли следующие самолёты:
| Тип самолёта               | Всего |
| McDonnell Douglas DC-10-30 | 3     |
| Всего                      | 3     |